# Palaeosynthemis cyrene
Palaeosynthemis cyrene – gatunek ważki z rodziny Synthemistidae.